# Trigonospermum
Trigonospermum es un género de plantas con flores, perteneciente a la familia  Asteraceae. Comprende 11 especies descritas y de estas, solo 6 aceptadas.

## Taxonomía
El género fue descrito por Christian Friedrich Lessing y publicado en Synopsis Generum Compositarum 214. 1832. La especie tipo es: Trigonospermum adenostemmoides Less.			

## Especies aceptadas
A continuación se brinda un listado de las especies del género Trigonospermum aceptadas hasta julio de 2012, ordenadas alfabéticamente. Para cada una se indica el nombre binomial seguido del autor, abreviado según las convenciones y usos.
- Trigonospermum adenostemmoides Less.
- Trigonospermum annuum McVaugh & Lask.
- Trigonospermum auriculatum B.L.Turner
- Trigonospermum hintoniorum B.L.Turner
- Trigonospermum melampodioides DC.
- Trigonospermum stevensii S.D.Sundb. & Stuessy